# Hinterrheinbrücke

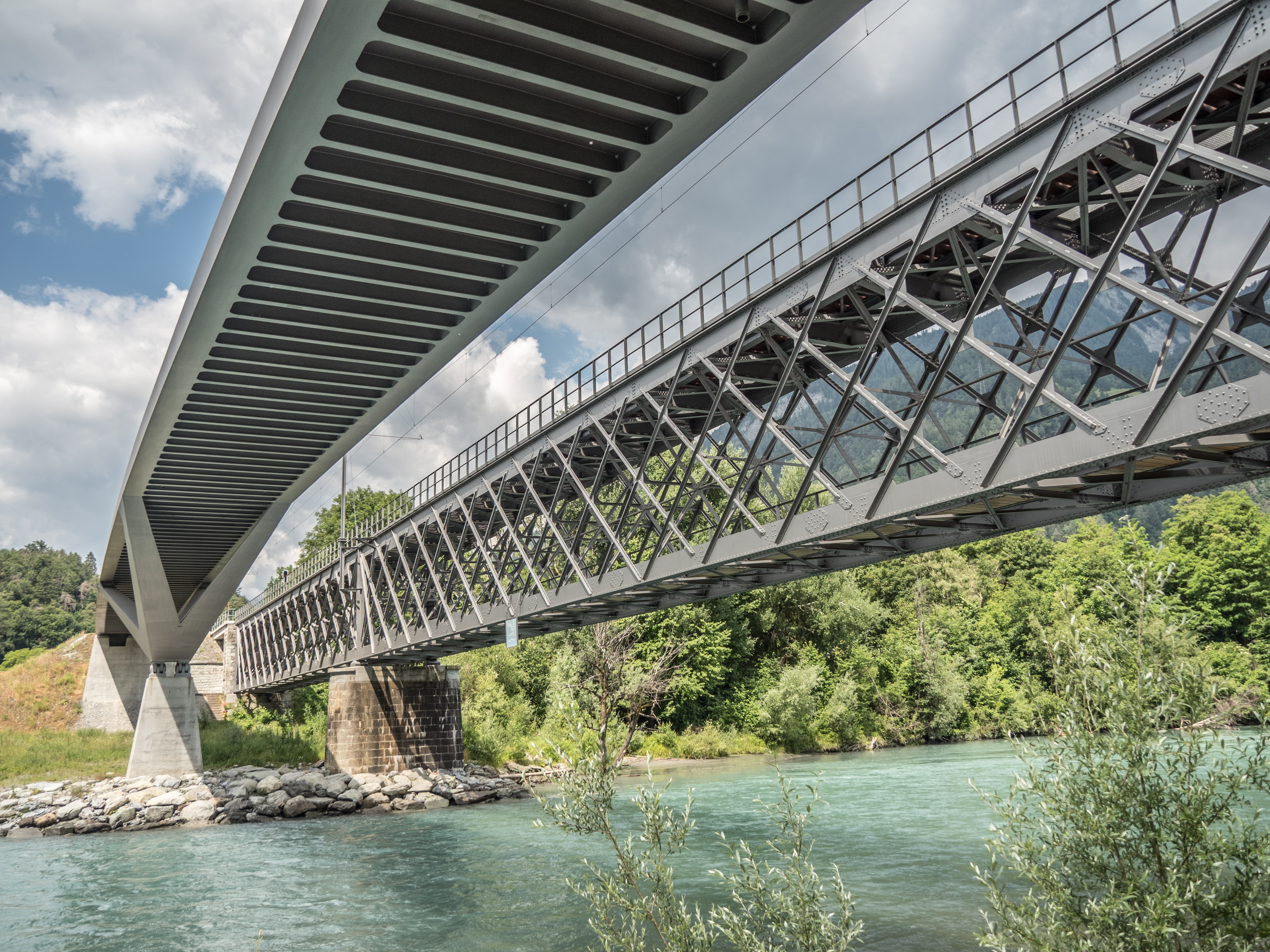
Hinterrheinbrücken von 2018 (links) und 1895 (rechts)

Die Hinterrheinbrücke ist eine Eisenbahnbrücke im Kanton Graubünden. Auf ihr queren die Eisenbahnstrecken Landquart–Thusis und Reichenau-Tamins–Disentis/Mustér, unmittelbar westlich des Bahnhofs Reichenau-Tamins, den Hinterrhein.

## Erste Hinterrheinbrücke

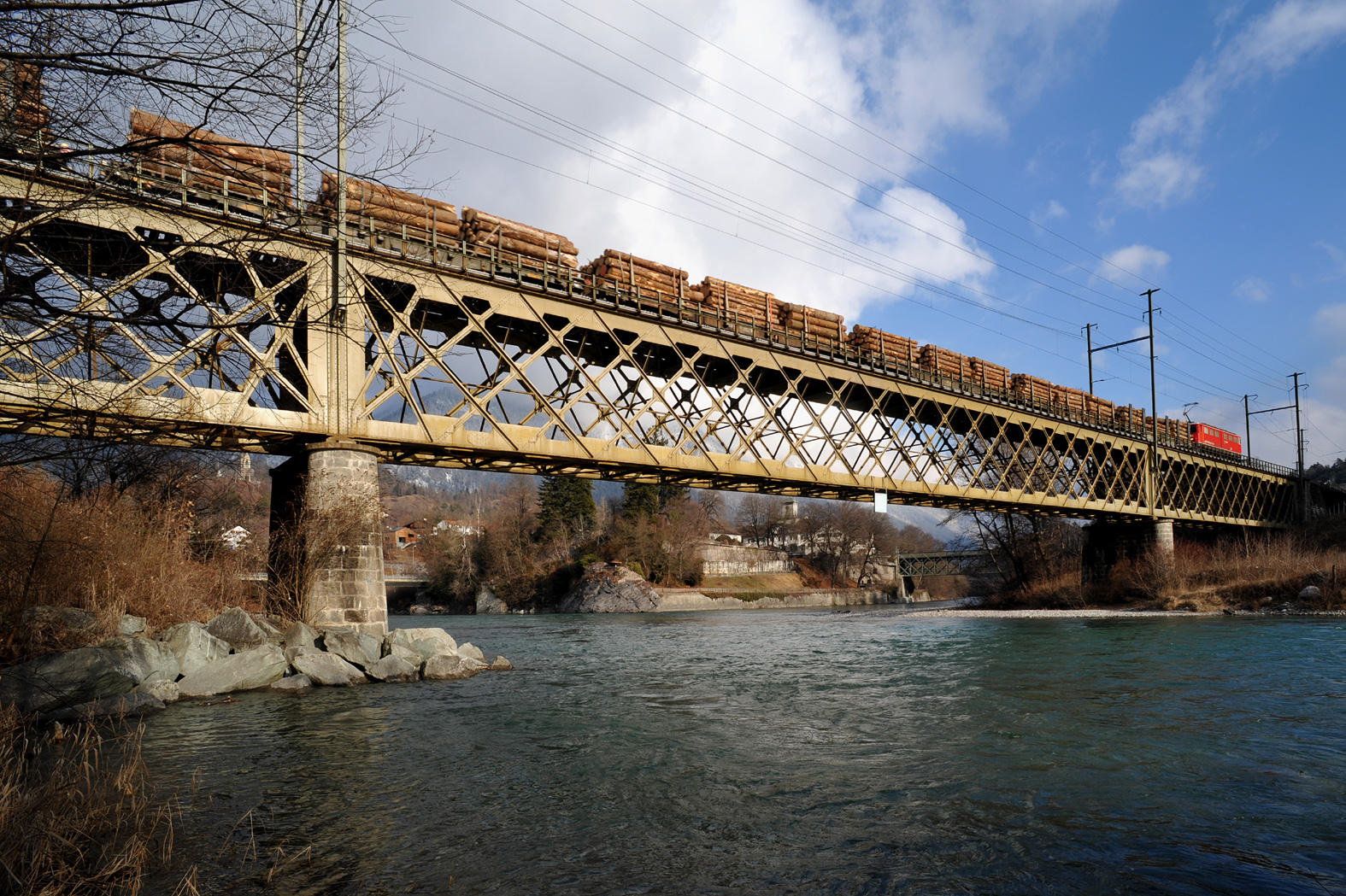
Historische Hinterrheinbrücke von 1895

Die erste Hinterrheinbrücke stammt aus dem Jahr 1895 und steht als B-Objekt (Kulturgut von regionaler Bedeutung) unter Denkmalschutz. Sie ist 151,20 m lang. Ihr tragendes Element ist ein unten liegendes Stahlfachwerk. Die Brücke ist eingleisig. Östlich der Brücke liegt der Bahnhof Reichenau-Tamins, in den von Chur kommend die Strecke zweigleisig führt. Westlich der Brücke verzweigt sich das Gleis in Richtung Thusis einerseits und Disentis/Mustér andererseits. Die Hinterrheinbrücke bildete so bis zum Bau der unmittelbar benachbarten zweiten Hinterrheinbrücke einen betrieblichen Engpass.

## Zweite Hinterrheinbrücke

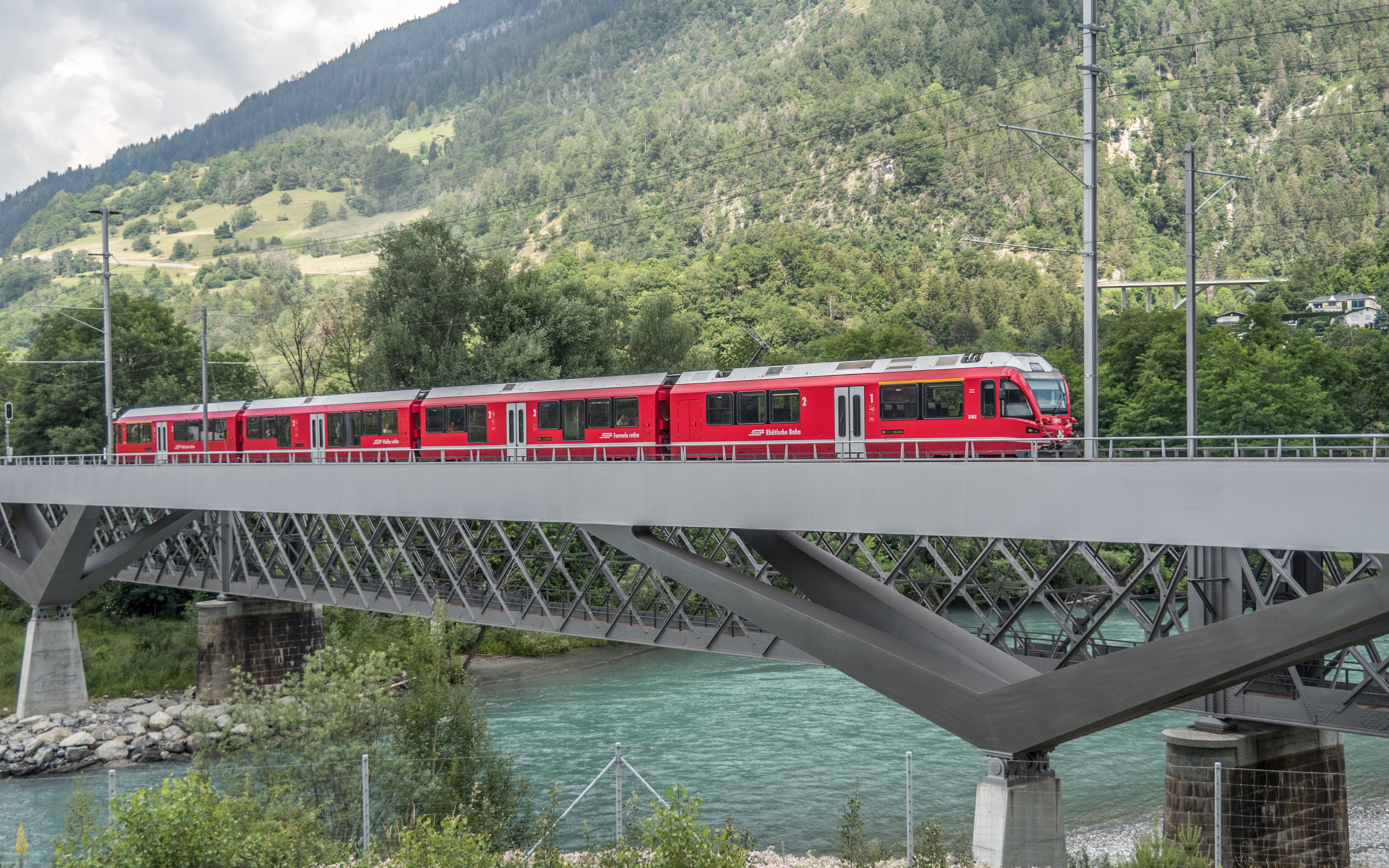
Zweite Hinterrheinbrücke

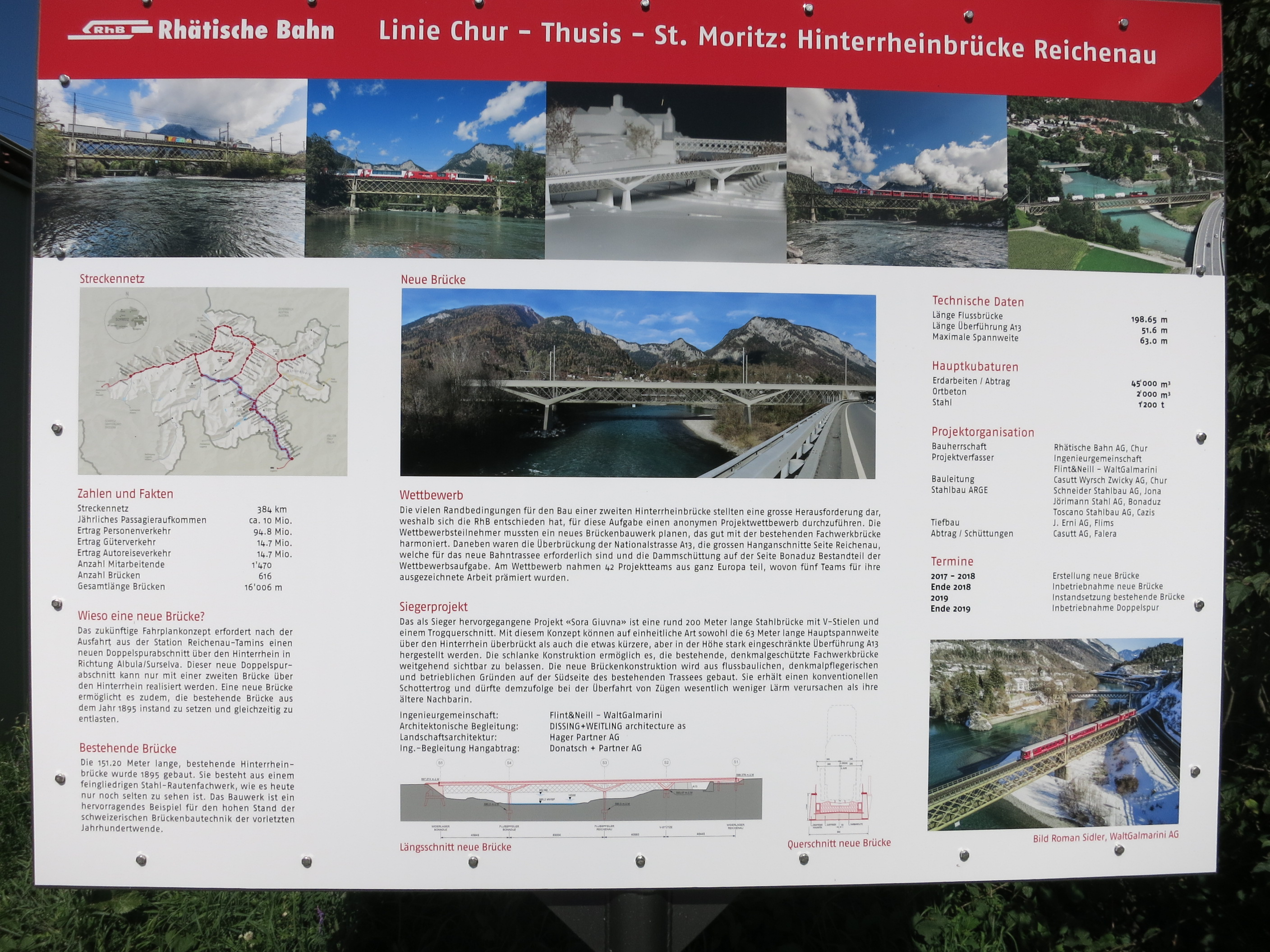
Info-Tafel zur zweiten Hinterrheinbrücke auf dem Bahnsteig in Reichenau-Tamins

Um den betrieblichen Engpass zu beseitigen, die Strecke bis zur Verzweigung und darüber hinaus in Richtung Thusis zweigleisig ausbauen zu können, wurde eine zweite Hinterrheinbrücke errichtet und im November 2018 eröffnet. Sie liegt unmittelbar südlich der bestehenden Brücke und ermöglichte es zudem, die erste Brücke aus dem Jahr 1895 instand zu setzen.
Für den Ausbau wurde seitens der Rhätischen Bahn ein anonymer Projektwettbewerb durchgeführt. Zur Aufgabenstellung gehörte auch, dass der Brückenneubau mit der historischen Brücke harmonisieren sollte und die Gestaltung der Zufahrten, also Hangeinschnitte und Dammaufschüttungen, waren Teil der Aufgabenstellung. Der Projektwettbewerb brachte 42 Einsendungen, von denen fünf prämiert wurden. Zum Zuge kam der Entwurf der Ingenieurgemeinschaft Flint&Neill / WaltGalmarini, eine 198,5 m lange Stahlbrücke, deren Fahrbahn auf drei sich im oberen Teil jeweils gabelnden Brückenpfeilern ruht. Das Segment, das den Rhein überspannt, ist 63 m weit, das Segment, das die ebenfalls mit überbrückte A13 überspannt, 51,6 m. Verbaut wurden 2'000 Tonnen Stahl und 1'200 Tonnen Ortbeton. Der Oberbau auf der Brücke besteht aus einem Schotterbett, das in einem Betontrog liegt. Die neue Brücke kann damit wesentlich geräuschärmer befahren werden als die historische.
Die Fahrbahn der neuen Brücke liegt exakt auf der gleichen Höhe wie die der bestehenden Brücke und zwei der Pfeiler der neuen Brücke stehen unmittelbar parallel zu denen der historischen Brücke. So bleibt das Gitterwerk der denkmalgeschützten alten Brücke nahezu unverstellt und gut sichtbar.
Am 3. November 2018 ging die neue Brücke in Betrieb. Seitdem lief der gesamte Eisenbahnverkehr für etwa ein Jahr über die neue Brücke, während die historische Brücke saniert wurde. Ende 2019 begann der zweigleisige Betrieb über den Hinterrhein.

## Wanderweg
Am 11. Juni 2021 wurde der schon zuvor existierende Wartungsgang im unteren Brückenteil der Fachwerkbrücke als Fussgängersteg öffentlich zugänglich gemacht. Dazu mussten durch die Brückenwiderlagern neue Zugänge geschaffen werden.